# Breiðabólsstaðarkirkja

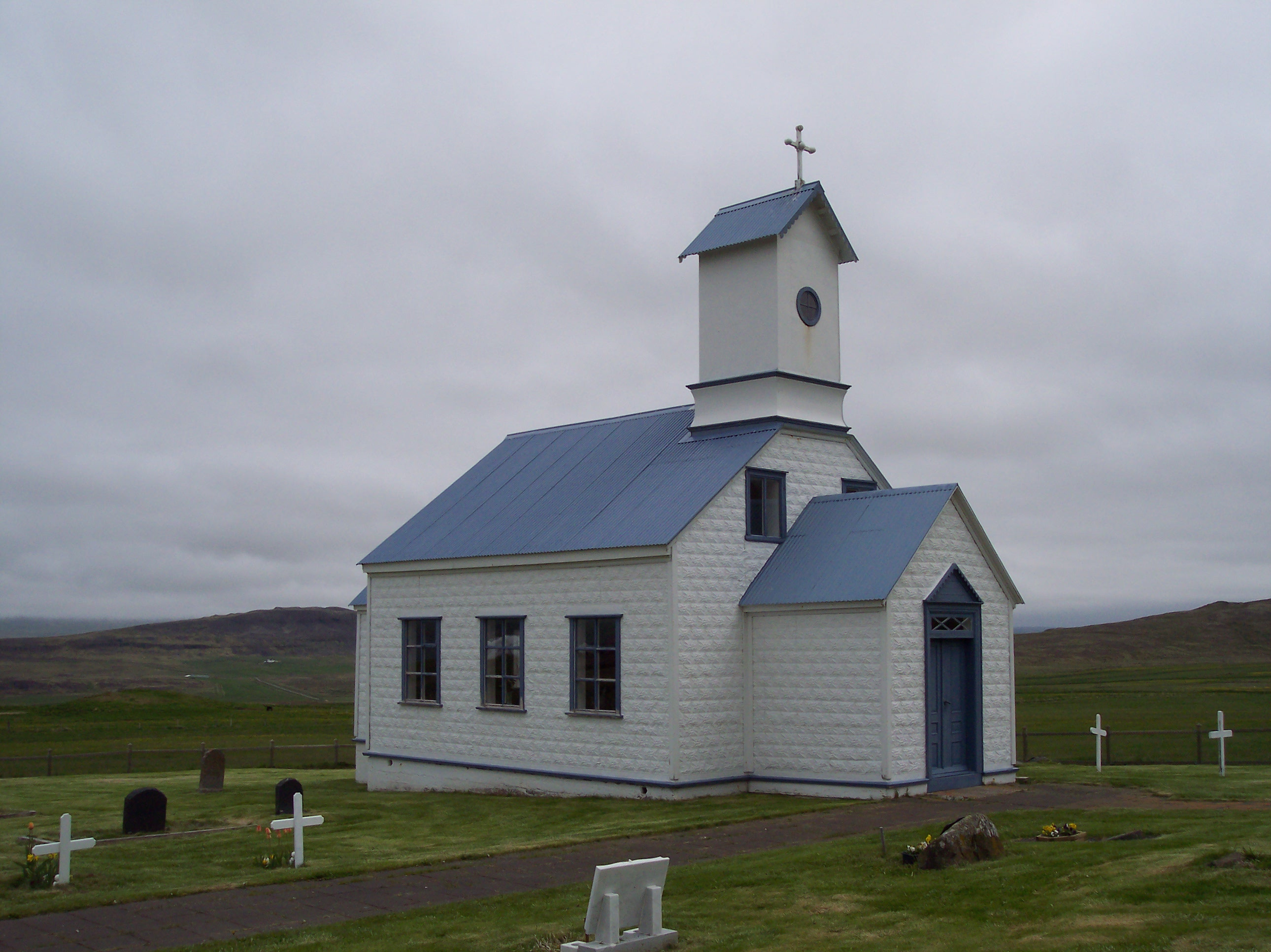
Breiðabólsstaðarkirkja

Breiðabólsstaðarkirkja é uma igreja luterana em Breiðabólsstaður, em Vestur-Húnavatnssýsla, Islândia .
A actual igreja foi construída em madeira em 1893, embora o local remonte a cerca de 1100. Hafliði Másson viveu em Breiðabólstaður por volta de 1100. Jón Arason (1484–1550) esteve ligado à igreja no século XVI.